# Revolutionäres Volkstribunal
Das Revolutionäre Volkstribunal, englisch People’s Revolutionary Tribunal (Khmer តុលាការប្រជាជនបដិវត្តន៍) war ein Schauprozess gegen die beiden Roten Khmer Pol Pot und Ieng Sary. Es wurde 1979 als Tribunal von der Volksrepublik Kampuchea durchgeführt um Pol Pot und Ieng Sary, die Führer der Roten Khmer in absentia wegen Genozids zu verurteilen.

## Prozess und Verurteilung
Das Tribunal begann sieben Monate nach dem Sturz des Demokratischen Kampucheas der Roten Khmer und wurde mit kambodschanischen und internationalen Anwälten besetzt. Es wurde in Phnom Penh im Chaktomuk Theatre abgehalten und Mitschriften der Verhandlungen wurden in Khmer, Französisch und Englisch veröffentlicht. Das Gericht hörte in fünf Tagen Aussagen von 39 Zeugen. Das Urteil wurde am 19. August 1979 verkündet und befand die zwei Führer der Roten Khmer schuldig des Genozids, verurteilte sie zum Tod und befahl die Konfiszierung ihres Besitzes.

## Verteidigung
Die Verteidigung wurde von Hope Stevens geführt, einem New Yorker Anwalt aus der Karibik.

## Internationale Wahrnehmung
Viele westliche Länder unter der Führung der Vereinigten Staaten bezeichneten die Volksrepublik Kampuchea als Marionettenregime von Vietnam und das Tribunal als Schauprozess.

## Nach dem Prozess
Ieng Sary wurde durch eine königliche Amnestie von König Norodom Sihanouk 1996 begnadigt, da er im Gegenzug zur Regierung desertierte. Pol Pot starb 1998, kurz nachdem er von seinem Stellvertreter Ta Mok unter Hausarrest gestellt worden war.